# مزیرعه
مزیرعة (به عربی: مزیرعة) یک منطقهٔ مسکونی در سوریه است که در شهرستان الحفة واقع شده‌است.

## خصوصیات
مزیرعة ۸۳۴ نفر جمعیت دارد.